# Andrés Pascal Allende
Pour les articles homonymes, voir Allende.
Andrés Pascal Allende est un révolutionnaire marxiste chilien, neveu du président Salvador Allende, cofondateur et dirigeant du Movimento de Izquierda Revolucionario (MIR) (Mouvement de la gauche révolutionnaire) avec Miguel Enríquez Espinosa.
Il est l'époux de l'écrivaine et cinéaste Carmen Castillo avec laquelle il a une fille, Camilla.
Après le coup d'État d'Augusto Pinochet en 1973, Pascal Allende a fui à Cuba.

## Source
- (en) Cet article est partiellement ou en totalité issu de l’article de Wikipédia en anglais intitulé « Andrés Pascal Allende » (voir la liste des auteurs).